# باول غيرهارد
باول غيرهارد (بالألمانية: Paul Gerhardt)‏ هو عداء مراثوني ألماني، ولد في 6 ديسمبر 1901 في هانوفر في ألمانيا، وتوفي في 12 أغسطس 1956 في غيسن في ألمانيا.

## وصلات خارجية
- باول غيرهارد على موقع أوليمبيديا (الإنجليزية)